# کتی اینگلس
کتی اینگلس (انگلیسی: Cathy Inglese; ۱۶ دسامبر ۱۹۵۸ – ۲۴ ژوئیهٔ ۲۰۱۹) سرمربی (بسکتبال) اهل ایالات متحده آمریکا بود.